# Helena Koskinen
Bertta Helena Koskinen, född 20 december 1907 i Tyrvis, död 1 juni 1981, var en finländsk skådespelare.
Koskinen var dotter till Juho och Fanny Koskinen och växte upp på landet. Efter studierna arbetade hon först som banktjänsteman innan hon träffade regissören Erkki Karu, som genast engagerade henne till filmen Tukkipojan morsian, vilken hade premiär 1931. Denna film blev dessutom Suomi-Filmis första fulländade ljudfilm. När Karu tog avsked från Suomi-Filmi slutade Koskinens karriär och hon övergick sedermera till ett arbete vid Alko.

## Filmografi[2]
- Tukkipojan morsian, 1931
- Ne 45000, 1933